# Saissetia poinsettiae
Saissetia poinsettiae är en insektsart som beskrevs av Hodgson 1967. Saissetia poinsettiae ingår i släktet Saissetia och familjen skålsköldlöss.
Artens utbredningsområde är Zimbabwe. Inga underarter finns listade i Catalogue of Life.